# 抚江铁路
抚江铁路是中国江西省境内的一条支线铁路。起自抚州北站，迄至江边村站。长60千米。

## 概况
线路自抚州市临川区抚州北站出岔折向西南，沿临水、崇仁水左岸溯行，经过崇仁县后最终到达位于乐安县公溪镇的江边村站:119。沿线计6座车站，除起讫站外还有临川站、白露渡站、崇仁站、吕坊站4座车站，其中抚州北站为三等站，其余均为四等站，另有78公里、左港、罗陂岗3座乘降所:231-232。今白露渡、吕坊业拆除侧线乘降所化，又因线路停止办理客运，乘降所皆废止，是而余下4座车站。
线路全长60.3千米，全线为单线铁路，修建时按照Ⅲ级干线标准施工。限制坡度6‰，最小曲线半径300米。

## 历史
本线曾为向乐铁路之一部，即向乐铁路抚州北至江边村区间，或称向乐铁路南段。2013年1月17日，原在向乐铁路三江镇到抚州北区间走行之铁路车辆（向乐铁路北段）改走新建的昌福铁路，原区间在此后废弃。本线正是此后向乐线剩余部分改称为今名。
2013年5月6日，向乐线为保证昌福铁路联调联试停运。